# Ctenus w-notatus
Ctenus w-notatus är en spindelart som beskrevs av Alexander Petrunkevitch 1925. Ctenus w-notatus ingår i släktet Ctenus och familjen Ctenidae.
Artens utbredningsområde är Panama. Inga underarter finns listade i Catalogue of Life.